# 鶏戦争

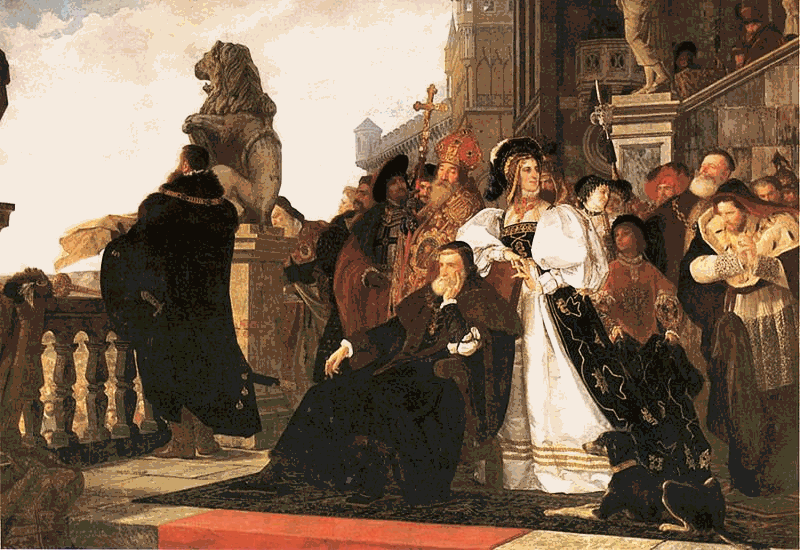
「鶏戦争」ヘンリク・ロダコフスキ画
玉座の人物はジグムント老王
その傍らに王妃ボナと幼い王子ジグムント・アウグスト

鶏戦争（ポーランド語表記：Wojna kokosza）は、1537年に反王権主義、反絶対主義を標榜するポーランドの中小貴族階級が起こしたロコシュ（強訴）の通称。この侮蔑的な呼称は、大部分が国王を支持し、マウォポルスカのルヴフに反乱を起こそうと集結した一般貴族たちが出来るのは「田舎の鶏を全滅させる」ことくらいである、と息巻いていた大貴族（マグナート）たちが付けたものであった。マグナートが選んだ「kokosz」の語は「卵を産む雌鶏」を意味し、これは発音の似ている「ロコシュ（rokosz）」と「ココシュ（kokosz）」とを言い換えた言葉遊びとなっている。

## 概要
ジグムント1世は、過去100年間に渡って多くの特権を獲得してきた貴族階級が自由を謳歌するポーランド王国を相続した。ジグムントは間もなく、対外的な脅威を国家にもたらそうとする国内貴族たちの強い圧力に直面した。「ニヒル・ノヴィ」法令を制定した前任者アレクサンデルの治世以降、ポーランド王は議会の承認なしには法を定めることすら実質的に禁止されていた。この事態は国内の安定を大きく損なうばかりか、ジグムントが一般貴族階級とマグナート達を王としてまとめ上げることをも難しくさせていた。自らの権力を強化するため、ジグムントは一連の改革に着手し、1527年には徴兵制度による常備軍を設け、国家統治と軍事費確保のために官僚機構の規模拡大を狙った。またイタリア人の妻ボナ・スフォルツァの協力を受けながら、ジグムントは王室財政の拡大を図って土地の買い上げを開始し、さらに以前は抵当物件ないし貸与物件となっていた王室財産を大幅に取り戻すことで、王室財政を立て直そうとした。
ところが1537年、ジグムントの政策は大規模な紛争を引き起こすことになった。南方のモルダヴィアへの遠征に赴くため、貴族たちは総動員令を受けてルヴフ郊外に召集された。しかし集まってきた中流・下層のシュラフタ達は、国王の専横に対するロコシュ（強訴）を起こし、ジグムントに一連の政治改革を放棄させようとした。反乱者たちは国王政府に36箇条の要求を突きつけたが、主なものは以下のとおりである。
1. ボナ王妃による領地買い上げの推進を中断すること。
2. シュラフタ身分に課している十分の一税を免除すること。
3. 国庫を拡大するよりも汚職の一掃によって財政難を克服すべきこと。
4. 貴族の諸特権の確認と拡大を認めること。
5. 徴税を取りやめるか、貴族に対する徴税の免除を行うかすること。
6. 特定の官職について官職兼帯禁止に関する法律を制定すること（たとえば、代官職、県知事職、城代職を兼任することを禁止するなど）。
7. 最重要の地方官職についてはその地域の貴族を任命する法律を制定すること。
8. 国王のための常設の助言機関を設けること。

最後に、反乱者たちはボナ王妃について、彼女が国内における自らの影響力を強めようと画策し、皇太子ジグムント・アウグストに「悪しき教育」を行っていることを糾弾している。
しかし、この反乱は貴族の指導者たちが内部分裂し、また譲歩を引き出すのは無理だと判ったことで、消滅することになった。国王側との内戦が始まって1週間も経たないうちに、反乱者は妥協案とおぼしきものを出してきた。ジグムント1世は彼らの要求のほとんどを撥ねつけ、次年度については官職兼帯禁止の原則を受け入れることと、現在の国王の存命中に次代の王を選出すること（ヴィヴェンテ・レゲ）を強要しないことのみを了承した。これを受けて貴族たちは分散してそれぞれ帰郷し、国王に要求した大幅な特権拡大を実現させることは無かった。